# Ивановская, Елена
Елена Леонардовна Ивановская (в замужестве — Скиндер, 1885 / 1886—1973) — участница белорусского национального движения, праведник народов мира.

## Биография
Помещик-химик Леонард Ивановский, владелец образцового имения Лебёдка в Лидском уезде Виленской губернии, был женат на Ядвиге из рода фон Райхель. Их дети — Вацлав, Тадеуш, Станислав и Елена — появились на свет в Лебёдке, о чём сделана запись в метриках, либо в Красном Новохопёрского уезда Воронежской губернии, где семья жила постоянно (это считает вероятным историк Юрий Туронок).
Елена родилась в 1885 или в 1886 году. Воспитывалась в Варшаве, в детстве часто бывала в Лебёдке (ныне в черте деревни Головичполе, Щучинский район Гродненской области).
В 1905 году Елена Ивановская приехала на обучение в Ньюнам-колледж Кембриджского университета. В Кембридже с её участием сложился кружок студентов (преимущественно из английского дворянства), заинтересованных народными традициями, неоязычеством. Историк искусства Гай де Пикарда назвал их «Кэмбрыджская хэўра». Белорусской культурой были увлечены химики Виктор Онслоу и Мюриэль Велдейл-Онслоу, музыкант Эдвард Дент, писатель Руперт Брук и подруга его Кэтрин Кокс, которая в 1912 году несколько месяцев провела в Лебёдке.
В 1914 году Елена Ивановская и Виктор Онслоу поместили в лондонском журнале «Folk-Lore» («Фольклор») тексты пятнадцати белорусских песен с нотами: оригинал на латинице и английский перевод напрямую с белорусского языка — первый в истории. Публикация сопровождалась большим вступлением, где британских читателей знакомили с Беларусью и её проблемами. Впервые в английской терминологии при этом использовалось название «White Ruthenia» вместо «White Russia». Всего в 1914-22 гг. журнал «Folk-Lore» напечатал 38 белорусских песен из окрестностей Лебёдки.
События Первой мировой войны рассеяли Кембриджский кружок. Елена Ивановская уехала на родину, где в 1915 открыла в местечке Василишки белорусскую школу, столкнувшись с препонами польских помещиков; легальных школ с белорусским языком прежде не было в Лидском уезде. Ещё в конце 1914 было ей доверено уездное представительство Белорусского общества помощи жертвам войны. Занималась коневодством и конной ездой. Годовала хортов, охотилась. Сотрудничала с сельскохозяйственным журналом «Саха» (с бел. — «соха») как специалист в коневодстве, публиковала статьи, советы для земледельцев.
С приходом в сентябре 1939 года советской власти Елена выехала из Лебёдки в Вильно, вернулась во время оккупации. Муж, с которым она венчалась в костёле деревни Старые Василишки в 1924 году, был сослан на восток. Помогала своей племяннице Анне в укрытии двух евреек из виленской семьи Альтберг. В 1944 году перебралась в Варшаву, работала переводчицей для миссии английских квакеров. Последние годы жила в Козеницах, южнее Варшавы. Умерла в 1973 году. Елене, Анне и её матери Сабине присуждено звание Праведников мира (в 2001 году).
В круг её знакомств входили «патриарх» возрождения Антон Луцкевич, мастер-шорник Антоний Выдрицкий (отец Чеслава Немена), «кресовый» писатель Ежи Стремя-Яновский (Jerzy Strzemię-Janowski) посвятил ей книгу. Именно писатель-контрабандист Сергей Пясецкий перевёл Елену, Анну и Сабину Ивановских через советско-литовскую границу, незадолго до того, летом 1939 года, он гостил в Лебёдке.
В белорусских текстах встречаются разные формы её имени: Гэлена (у современников), Галена (у Туронка и Пикарда), Алена (тексты XXI века), Г.І. (криптоним для статей). В польских: Helena Iwanowska (до замужества). В русских: Хелена Скиндерова-Ивановская.

## Комментарии
1. ↑  Именно здесь родился другой сын Ивановских, Юрий.
2. ↑  Участником хэўры был Уильям Батлер Йейтс.
3. ↑  Вся организация[тарашк.] (центр её — Вильно) была возглавлена Вацлавом Ивановским.